# Carlos Rendón Zipagauta
Carlos Rendón Zipagauta, né le 29 septembre 1955 à Cali (Colombie), est un réalisateur de cinéma, scénariste colombien et belge.

## Biographie
Né le 29 septembre 1955 à Cali (Cali, Colombie), Carlos Rendón Zipagauta vit depuis 1978 en Belgique, il a partagé sa carrière entre la Belgique et la Colombie.  Il a réalisé depuis de nombreux documentaires pour le cinéma et la télévision. Plusieurs de ses films ont reçu des prix.

## Filmographie

### Réalisateur
Cinéma
- 2012 : Biblioburro

Documentaires
- 2007 : Biblioburro
- 2004 : Porteur d'eau produit par Scarfilm
- 1998 : Charanguita
- 1997 : Ciénaga Grande
- 1993 : Nukak Maku
- 1992 : Tamalameque
- 1991 : Salseros

### Scénariste
- 1988- : P.O.V., série TV